# Кубок Греции по футболу 2008/2009
Кубок Греции по футболу 2008/2009 годов (греч. Κύπελλο Ελλάδος 2008/2009) — 67-й розыгрыш Кубка Греции по футболу.

## Пятый раунд
| Дата      | Хозяева         | Счёт | Гости        |
| --------- | --------------- | ---- | ------------ |
| 14.1.2009 | Пантракикос     | 0:4  | Панатинаикос |
| 15.1.2009 | Эрготелис       | 0:3  | Ксанти       |
| 20.1.2009 | Астерас Триполи | 2:0  | Ираклис      |
| 21.1.2009 | Пансерраикос    | 1:0  | Лариса       |
| 21.1.2009 | ОФИ             | 0:2  | Олимпиакос   |
| 22.1.2009 | АЕК Афины       | 1:0  | Керкира      |

| Дата 1 матча | Дата 2 матча | Хозяева | Счёт 1 матча | Счёт 2 матча      | Гости         |
| ------------ | ------------ | ------- | ------------ | ----------------- | ------------- |
| 13.1.2009    | 28.1.2009    | Верия   | 0:0          | 0:2               | Паниониос     |
| 14.1.2009    | 28.1.2009    | ПАОК    | 0:0          | 0:0 (по пен. 9:8) | Арис Салоники |

## 1/4 финала
| Дата 1 матча | Дата 2 матча | Хозяева      | Счёт 1 матча | Счёт 2 матча       | Гости           |
| ------------ | ------------ | ------------ | ------------ | ------------------ | --------------- |
| 4.2.2009     | 4.3.2009     | Пансерраикос | 0:0          | 3:2                | Панатинаикос    |
| 4.2.2009     | 4.3.2009     | ПАОК         | 1:0          | 0:1 (доп. вр. 0:1) | Олимпиакос      |
| 18.2.2009    | 25.2.2009    | Ксанти       | 2:1          | 0:1                | АЕК Афины       |
| 18.2.2009    | 4.3.2009     | Паниониос    | 0:1          | 0:1                | Астерас Триполи |

## 1/2 финала
| Дата 1 матча | Дата 2 матча | Хозяева         | Счёт 1 матча | Счёт 2 матча | Гости        |
| ------------ | ------------ | --------------- | ------------ | ------------ | ------------ |
| 18.3.2009    | 8.4.2009     | АЕК Афины       | 3:1          | 0:0          | Пансерраикос |
| 18.3.2009    | 9.4.2009     | Астерас Триполи | 2:2          | 1:2          | Олимпиакос   |

## Финал
| Дата     | Хозяева   | Счёт                              | Гости      |
| -------- | --------- | --------------------------------- | ---------- |
| 2.5.2009 | АЕК Афины | 3:3 (доп. вр. 1:1, по пен. 14:15) | Олимпиакос |